# Логроньо
Логро́ньо (ісп. Logroño,  МФА: [loˈɣɾoɲo]), або Логро́ньйо — місто і муніципалітет на півночі Іспанії на березі річки Ебро, столиця автономної спільноти (раніше провінції) Ла-Ріоха. Населення міста станом на 2009 рік становило 152 тис., населення агломерації — 197 тис. мешканців. Місто є центром району виноробства, де виробляється вино Ріоха, також тут проводиться обробка вовни, металів, розвинена текстильна промисловість.

## Географія
Місто розташоване на відстані близько 250 км на північний схід від Мадрида.

## Демографія
Динаміка населення (INE ):

## Релігія
- Центр Калаоррської і Кальсадо-Логроньоської діоцезії Католицької церкви.

## Галерея

Розташування муніципалітету
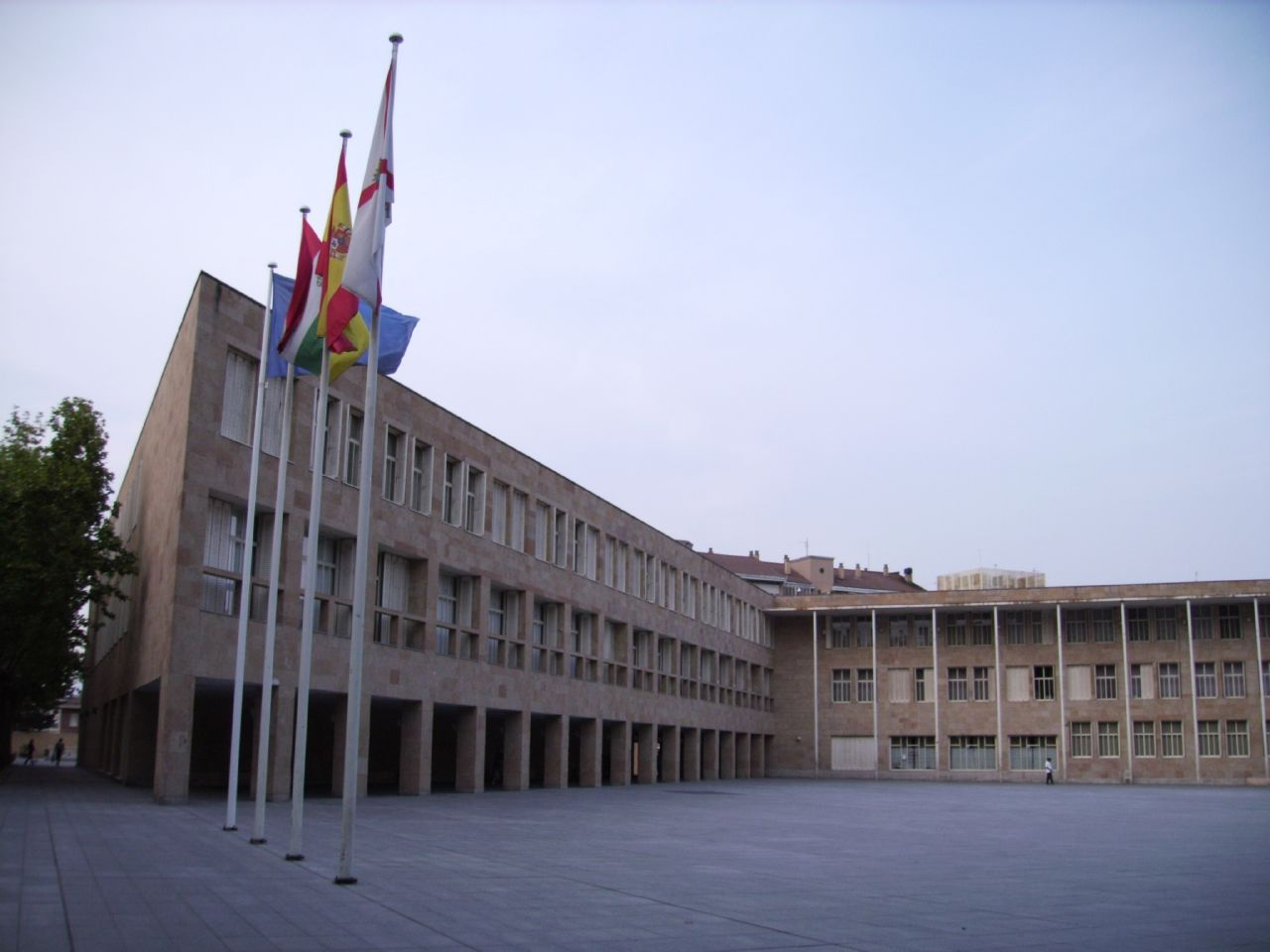
Муніципальна рада